# Olympique de Saint-Quentin
L'Olympique Saint-Quentin és un club francès de futbol de la ciutat de Saint-Quentin, a l'Aisne. A la temporada 2007-08 jugà al Championnat de France Amateurs 2 (D5)
L'OSQ particià al Championnat de D2 del 1990 al 1992.
A la fi de la lliga 2005-06 va estar a les portes d'assolir la categoria Nacional, però a la fi de la temporada va descendir altra vegada a la CFA2.

## Palmarès
- Campió de DH Picardia: 1965 i 1973
- Campió de Divisió 4 Grup A: 1986
- Campió de la Divisió 3 Grup Nord: 1990
- Campió de CFA2 Grup A: 1996
- Dues temporades a la D2, de 1990 al 1992.

## Copa de França
- El 1951-52, s'enfronà al FC Nantes a 32ns de finals.
- El 1965 disputà els vuitens de final contra l'Amiens.
- El 1991 arribà als 32ns de final, on va perdre contra el FC Auxerre.
- El 1995-96 també va perdre a 32ns de finals contra el FC Nantes.
- El 1999-2000, el Saint-Quentin fou eliminat a setzens de finals contra el FC Metz.